# Портобуфоле
Портобуфолѐ (на италиански: Portobuffolé) е село и община в Северна Италия, провинция Тревизо, регион Венето. Разположено е на 10 m надморска височина. Населението на общината е 780 души (към 2014 г.).